# Дубонт (река)
Дубонт (на английски: Dubawnt River) е река в Северна Канада, Северозападни територии и територия Нунавут, вливаща се в езерото Бивърли, през което протича река Телон, като по този начин е неин десен приток. Дължината ѝ от 842 km ѝ отрежда 26-о място сред реките на Канада.

## Географска характеристика

### Извор, течение, устие
Река Дубонт води началото си от безименно езеро, разположено на 442 м н.в., на 120 км североизточно от езерото Атабаска в югоизточната част на Канадските северозападни територии. Най-напрад тече на север, след това на запад и югозапад, север, североизток и изток, като преминава през няколко малки проточни езера и достига северозападния ъгъл на езерото Уолдайя (364 м н.в.).
Изтича от североизточния ъгъл на езерото и се насочва на север, с лек уклон на изток, като преминава последователно през езерата Бойд (318 м н.в.), Барлоу (294 м н.в.), Кеъри (286 м н.в.) и Никълсън (274 м н.в.) и се влива от югозапад в голямото езеро Дубонт (236 м н.в.), като същевеременно навлиза в територия Нунавут.
Реката изтича от североизточния ъгъл на езерото, минава през езерата Грант (181 м н.в.), Уортън (139 м н.в.) и Марьори (115 м н.в.), в последното завива на северозапад и се влива от юг в езерото Бивърли, през което протича река Телон.

### Водосборен басейн, притоци
Площта на водосборния басейн на реката е 57 500 km2, която представлява 40,4% от водосборния басейн на река Телон.
Основните притоци на река Дубонт са два: Сноу (ляв) и Камилукуак (десен).

### Хидроложки показатели
Многогодишният среден дебит на реката в устието ѝ е 366 m3/s, като максималният е през юни-юли – 566 m3/s, а минималният през февруари-март – 245 m3/s. Подхранването на реката е предимно снегово. От октомври до май реката е скована от ледена покривка.

## Откриване и изследване на реката
Долното течение на Дубонт, между езерата Марьори и Дубонт е открито през 1770 г. от търговския агент Самюъл Хиърн, служител на английската компания „Хъдсън Бей“, търгуваща с ценни животински кожи.
През пролетта на следващата година Хиърн открива горното течение на Дубонт (около езерото Уолдайя), по време на пътешествието си на северозапад към река Копърмайн.
През пролетта на 1893 г. канадският геолог Джоузеф Тирел пръв проследява и топографски заснема и картира течението на реката от езерото Уолдайя до устието ѝ.